# Choromytilus

Choromytilus es un género de moluscos bivalvos de la familia Mytilidae.

## Especie
- Choromytilus chorus  (Molina, 1782)
- Choromytilus meridionalis  (Krauss, 1848)
- Choromytilus palliopunctatus  (Carpenter, 1857)